# Kamaraerdő
Kamaraerdő (németül Kammerwald) Budapest egyik városrésze a XI. kerületben és Budaörs déli városrésze, valamint a kettő között elterülő erdő elnevezése. Legmagasabb pontja a Vadász-hegy (227 m).

## Fekvése
Az erdőt délről a Tétényi-fennsík füves-cserjés pusztasága, délkeletről Budapest XXII. kerülete, keletről Budapest-Kamaraerdő (XI. kerület), északról Kőérberek (XI. kerület), nyugatról (a XI. kerület egy keskeny beékelődő sávját leszámítva) Budaörs-Kamaraerdő határolja.
Budaörs Kamaraerdő városrésze délről a Tétényi-fennsíkkal, nyugatról Törökbálint-Pistállyal határos, északon pedig Szarvasmező ipartelep és az M1-M7 autópályák közös szakasza választják el Budaörs többi részétől.

## Története

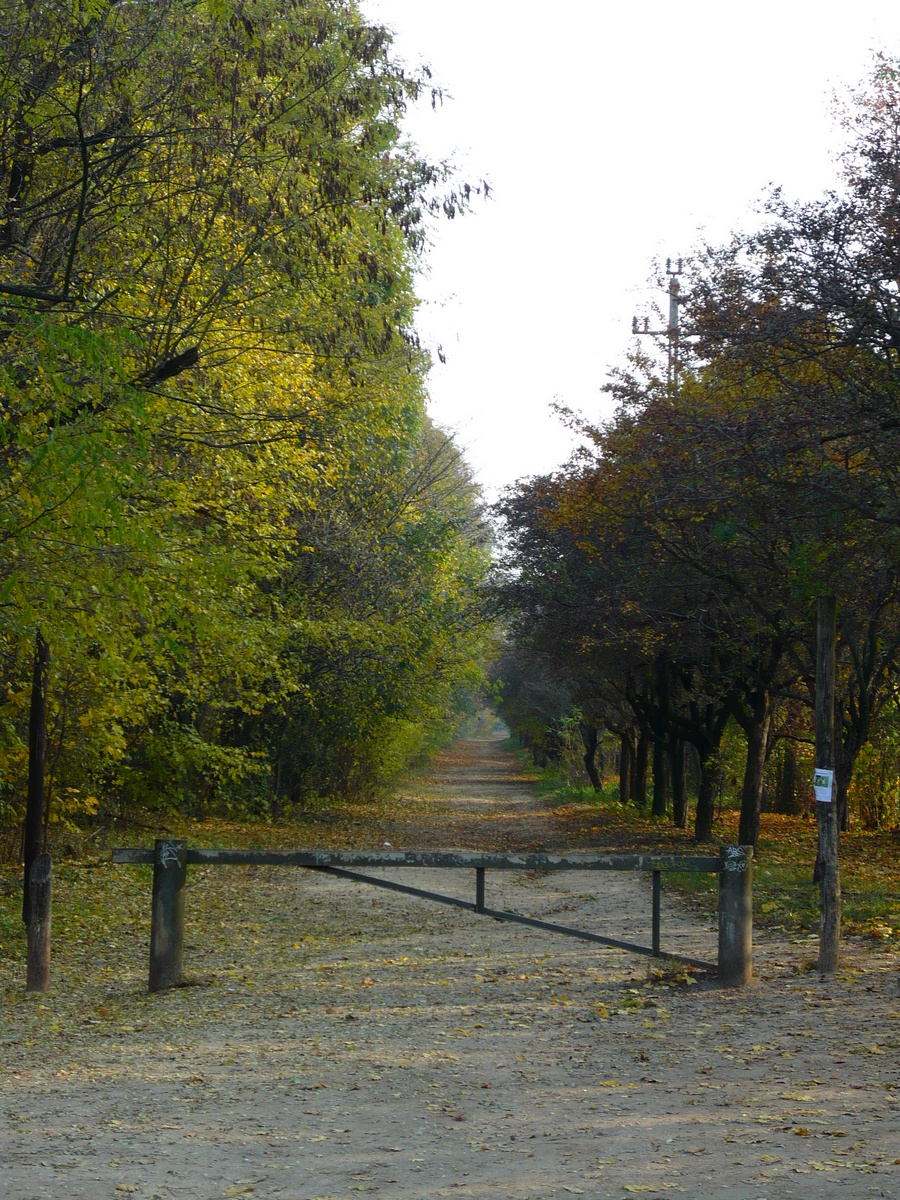
A Susulyka utca és a Kamaraerdei út találkozása: Az erdő „bejárata” a 41-es villamos végállomása felől

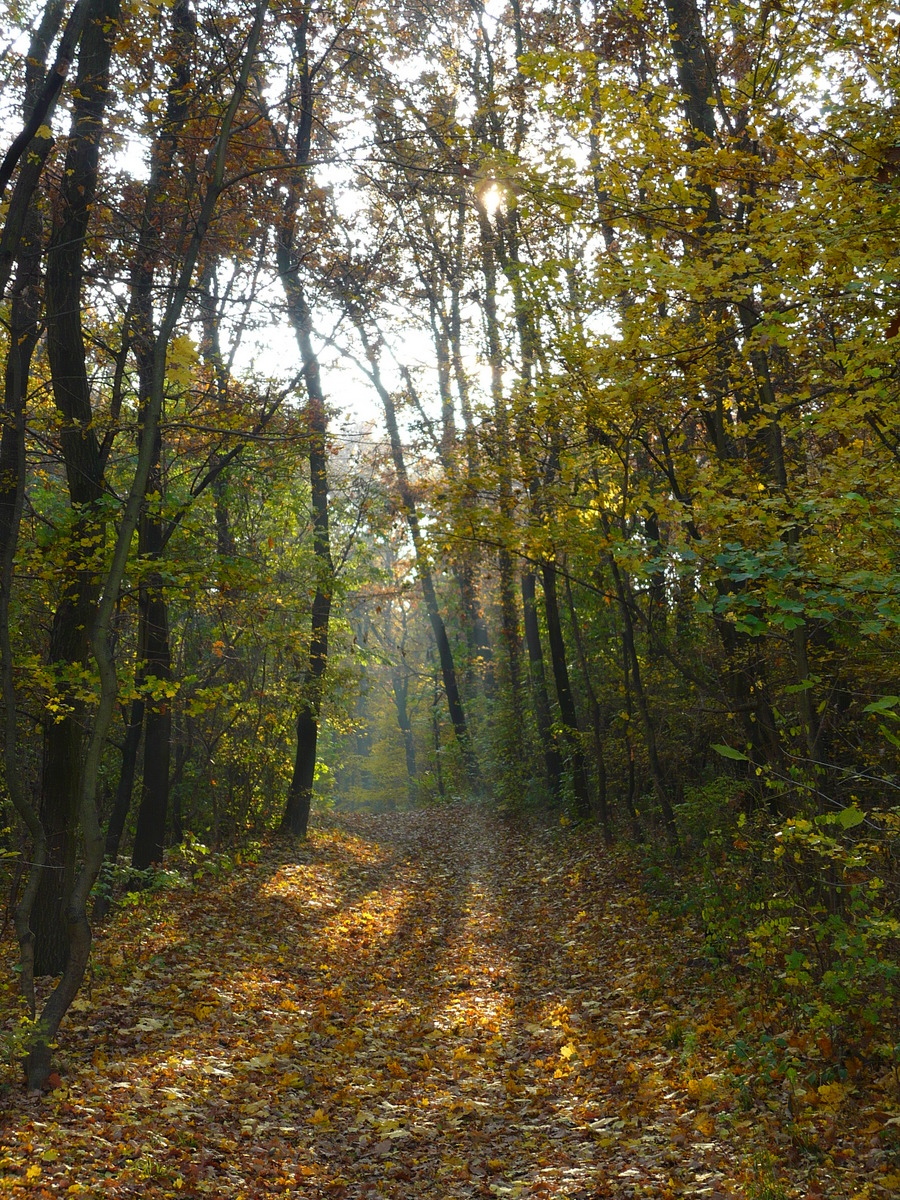
Az egyik erdei tanösvény kezdete

A délről a Tétényi-fennsíkhoz csatlakozó 200 m magas, szabdalt felszínű terület legnagyobb részét, a növekvő beépítettség ellenére ma is erdő borítja.
A vidéket a tatárok elvonulása után IV. Béla a németeknek adományozta, hogy a teljesen elpusztult vidék ne maradjon parlagon. Az itt létrejött és a XV. századig fennállt középkori település neve Kána volt.
A XVIII. századi újratelepítéskor a betelepülő svábok „Kanaer Wald”-nak (Kánai erdő) nevezték.
Az 1847-től használatos Kamaraerdő a német „Kammerwald” elnevezésből származik. Ez részben a régi német név torzulásából, illetve onnan ered, hogy a terület évszázadokig a királyi Kamara (kincstár), illetve Buda város erdőbirtoka volt. Döbrentei Gábor 1847. évi dűlőkeresztelője alkalmával a német Kammerwald magyar tükörfordítása lett a környék neve. Erdő jellegét a felparcellázás ellenére megőrizte, 180 hektáros erdőtömb borítja.

## Élővilága
Kamaraerdő területén a cseres-tölgyes erdőtársulás számára kedvezőek a létfeltételek. Fő fafajok a cser- és a kocsánytalan tölgy. Mellettük elegyfafajok például a kőris, a mezei juhar, barkócaberkenye és a szilfa. A cserjeszintben a galagonya, fagyal, ostorménbangita, húsos som, csíkos kecskerágó és kökény érzi jól magát. A természetes állományokon belül is egyre nagyobb területeket hódít meg az idegenhonos zöld juhar.
Madarak közül jellemző az egerészölyv, a fekete harkály, zöld küllő, nagy fakopáncs, vetési varjú, szajkó, meggyvágó, csuszka, zöldike, erdei pinty, őszapó, vörösbegy, fülemüle, széncinege, kék cinege, barátcinege, seregély és a fekete rigó.
A nagyvadfajokat a területen az őzek képviselik. Kamaraerdőben az emlősök közül még borzok, rókák, sünök, vakondok és cickányok, egerek, pockok és pelék élnek.

## Tanösvény
2012-ben épült meg a Kamaraerdei Tanösvény. Hossza 4 km, kb. 2 óra alatt járható be, a szintkülönbség maximum 100 m. Jelzése a fákra festett "T". Első állomása a Susulyka utcai parkoló mellett található, a 41-es villamos végállomásához közel. GPS koordinátái: N 47,438, E 18,980. A tanösvényen összesen 12 állomáson tájékozódhatunk az erdő növény-és állatvilágáról, a geológiájáról, sőt egy játszóteret is találhatunk a Nagy-réten – a tanösvény 6. állomásán –, ahol többek között fa xilofon, rendhagyó ugróiskola és különböző más érdekességek várják a gyerekeket.
A tanösvényt 2014-ben 7 db új, nagy méretű táblával egészítették ki, amelyek mindegyike tartalmaz interaktív elemeket. Megismerkedhetünk például az erdei fák kérgével, táplálékláncokat alakíthatunk ki, erdei állatok nyomait fedezhetjük fel, vagy megnézhetjük, mekkorák vagyunk az erdei madarakhoz képest. További, kisebb táblákon az egyes hulladékok lebomlási idejét tudhatjuk meg.